# VIII Cumbre Iberoamericana
La Octava Cumbre Iberoamericana de Jefes de Estado y de Gobierno de los 21 países miembros, se realizó en Oporto, Portugal, entre los días 17 y 18 de octubre de 1998. El tema principal fue la globalización y la integración regional iberoamericana.
En este contexto, se concluyó que los países debían elaborar programas de desregulación económica, privatización y liberalización del comercio internacional para aprovechar las oportunidades que la globalización ofrece. Además, los países debían tener como objetivos la búsqueda de la justicia social, la elevación de los niveles de bienestar de las sociedades, la promoción de las políticas de apoyo a los sectores más vulnerables y el refuerzo de la cooperación internacional. También se decidió, la creación de la Secretaría de Cooperación Iberoamericana (SECIB).

## Participantes

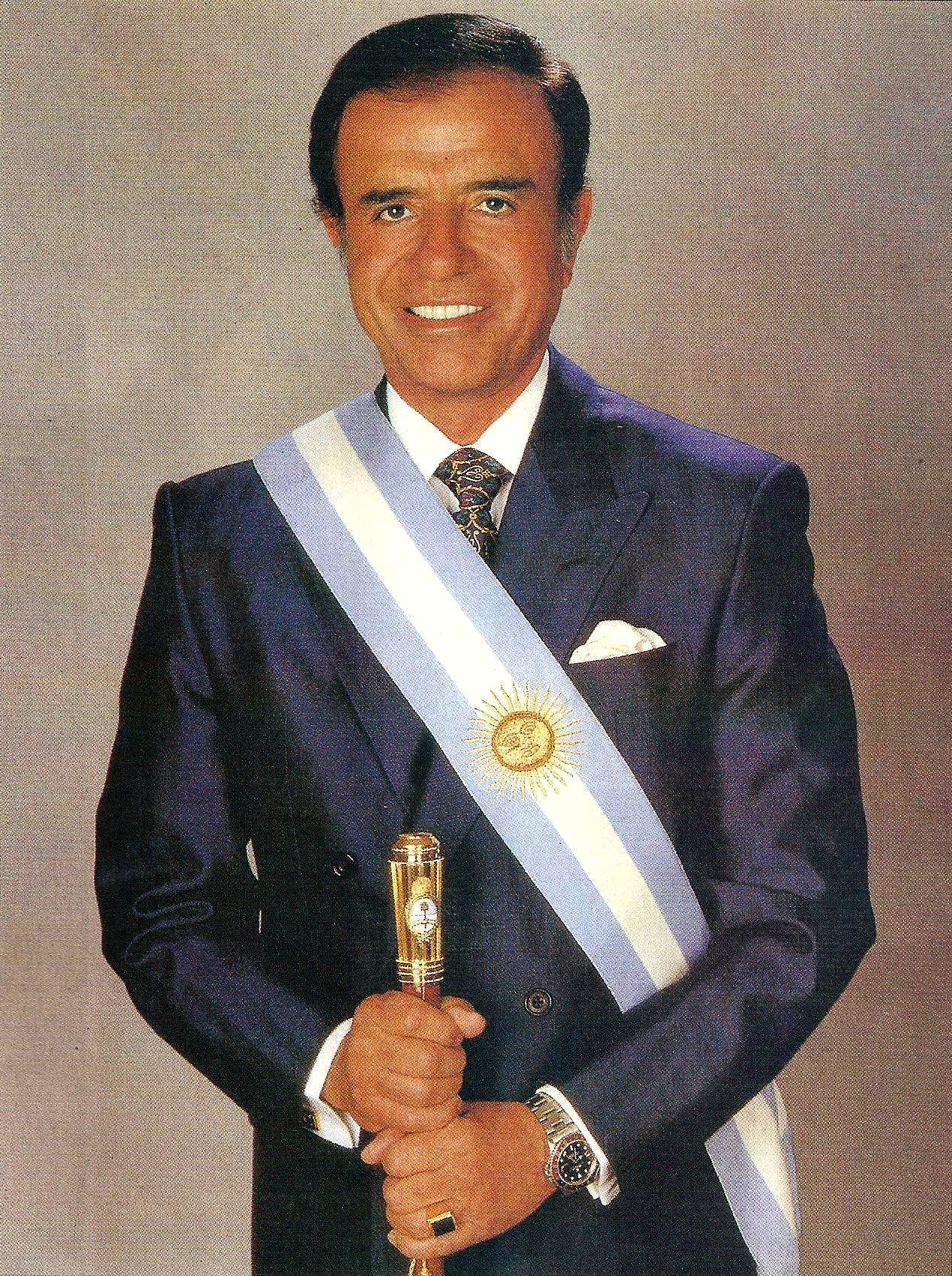
ARG Carlos Menem, Presidente
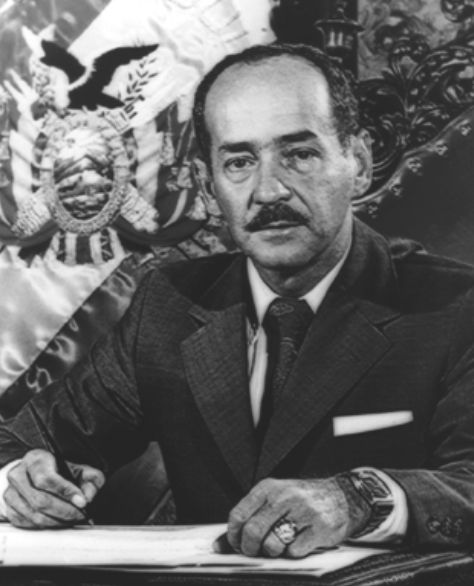
BOL Hugo Banzer Suárez, Presidente
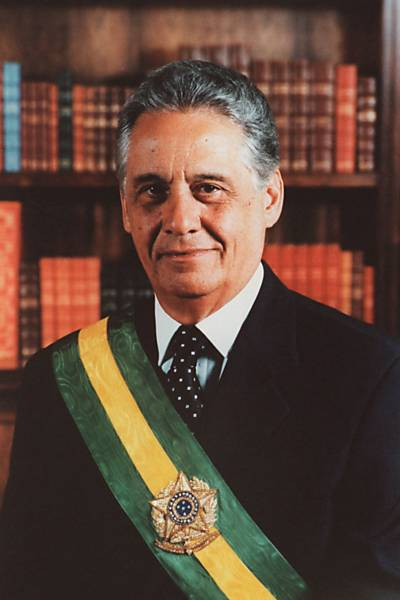
BRA Fernando Henrique Cardoso, Presidente
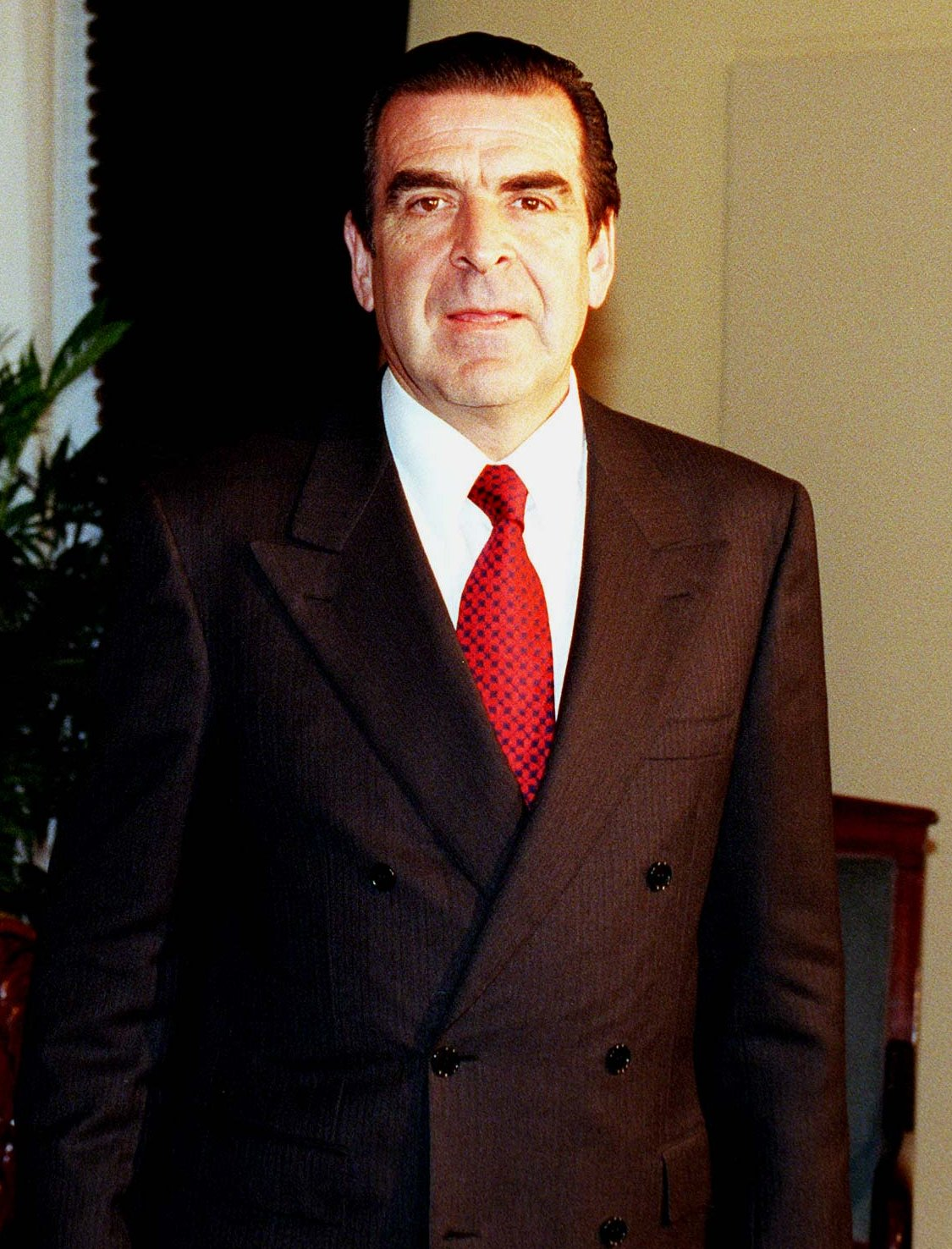
CHI Eduardo Frei Ruiz-Tagle, Presidente
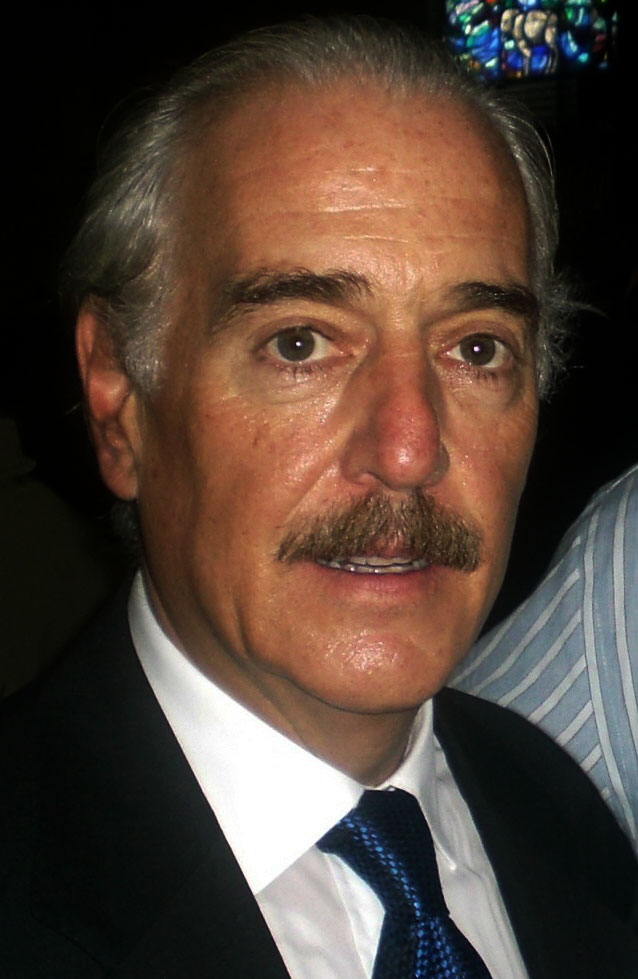
COL Andrés Pastrana, Presidente
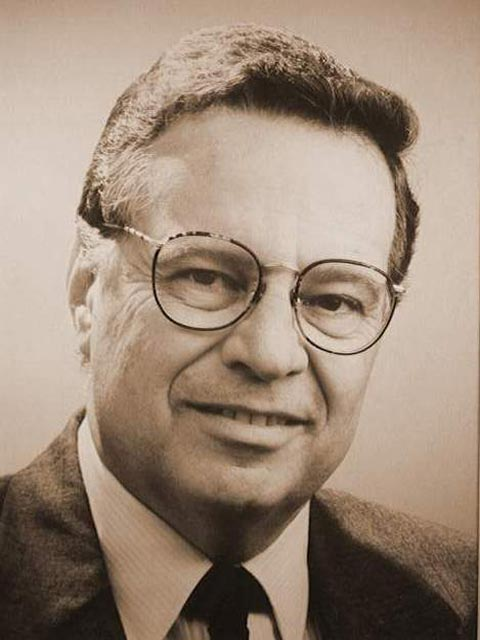
CRI Miguel Ángel Rodríguez, Presidente
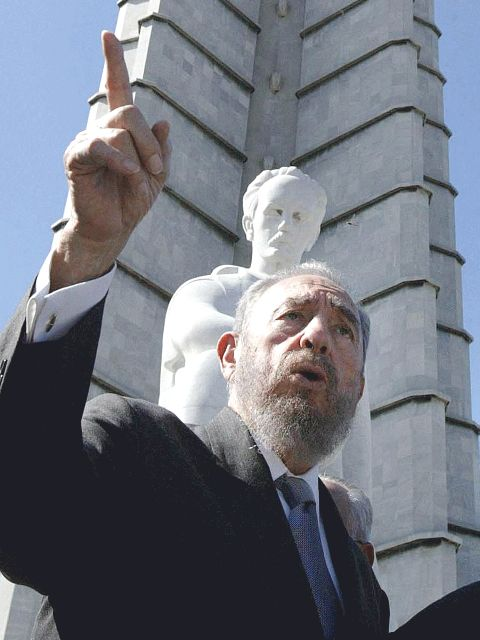
CUB Fidel Castro, Presidente
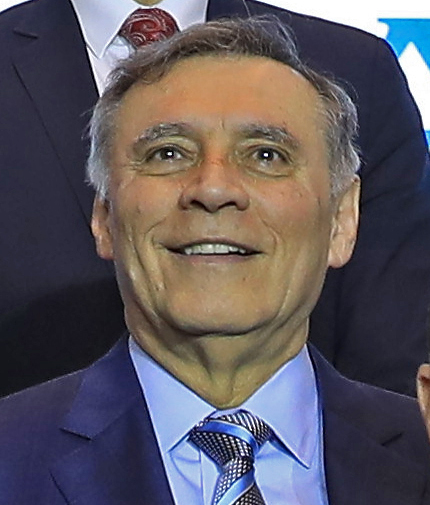
ECU Jamil Mahuad, Presidente
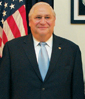
SLV Armando Calderón Sol, Presidente
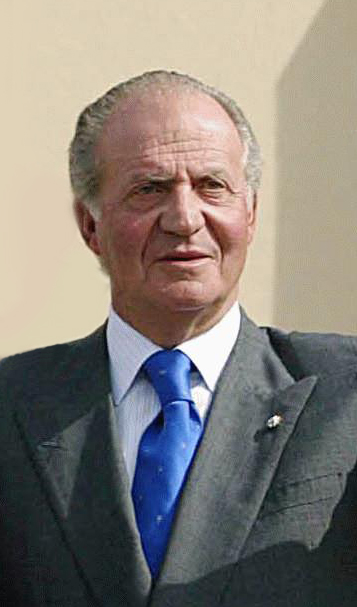
ESP Juan Carlos I, Rey
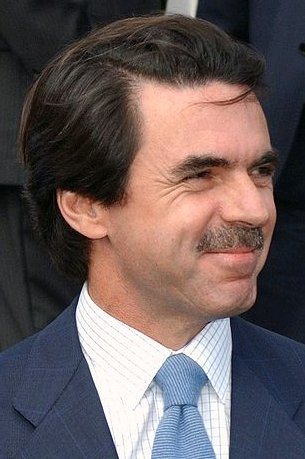
ESP José María Aznar, Presidente del Gobierno
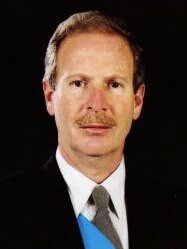
GTM Álvaro Arzú Irigoyen, Presidente
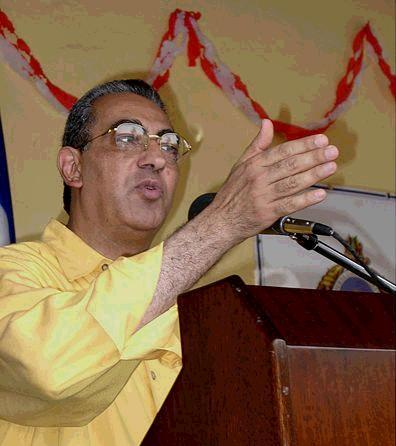
HON Carlos Flores Facussé, Presidente
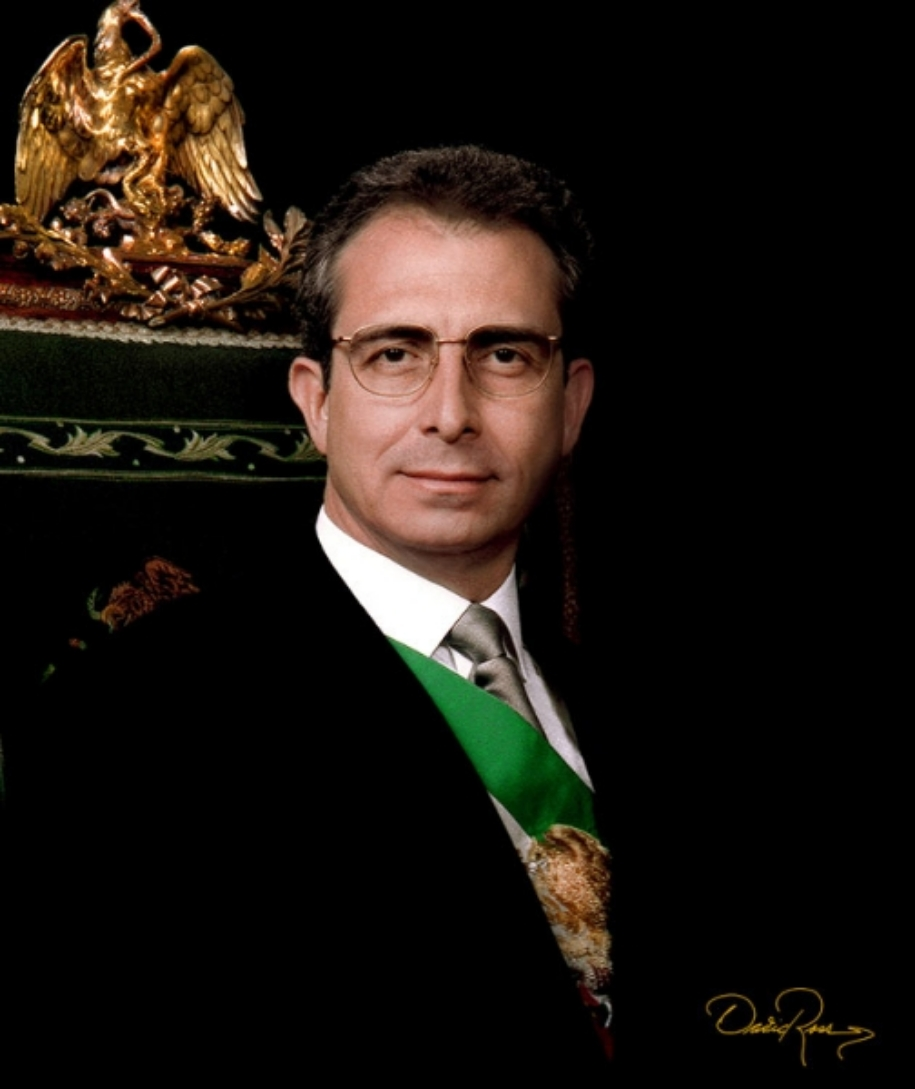
MEX Ernesto Zedillo, Presidente
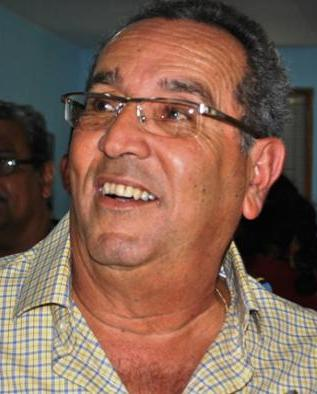
NIC Arnoldo Alemán, Presidente
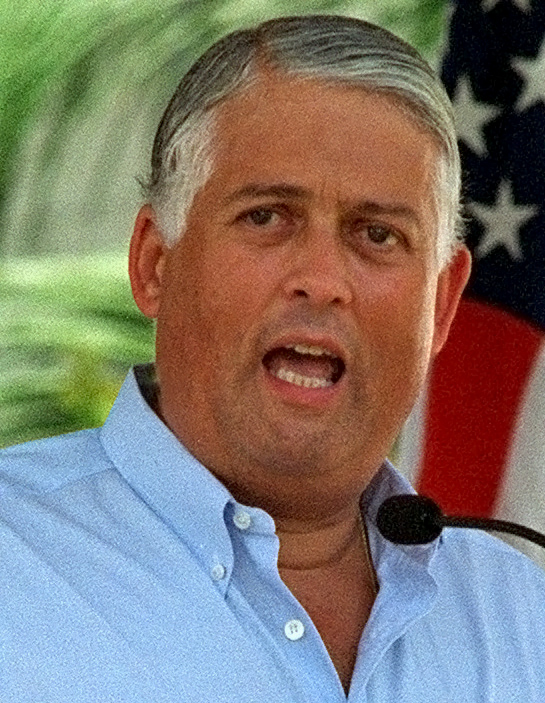
PAN Ernesto Pérez Balladares, Presidente
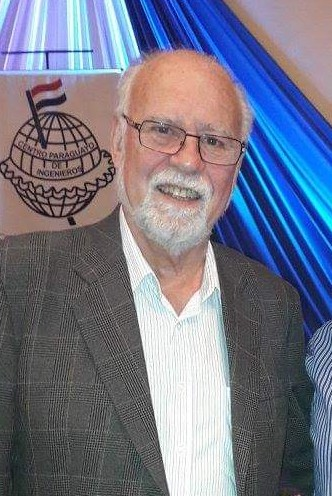
PAR Raúl Cubas Grau, Presidente
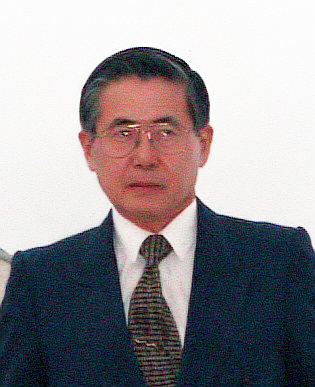
PER Alberto Fujimori, Presidente
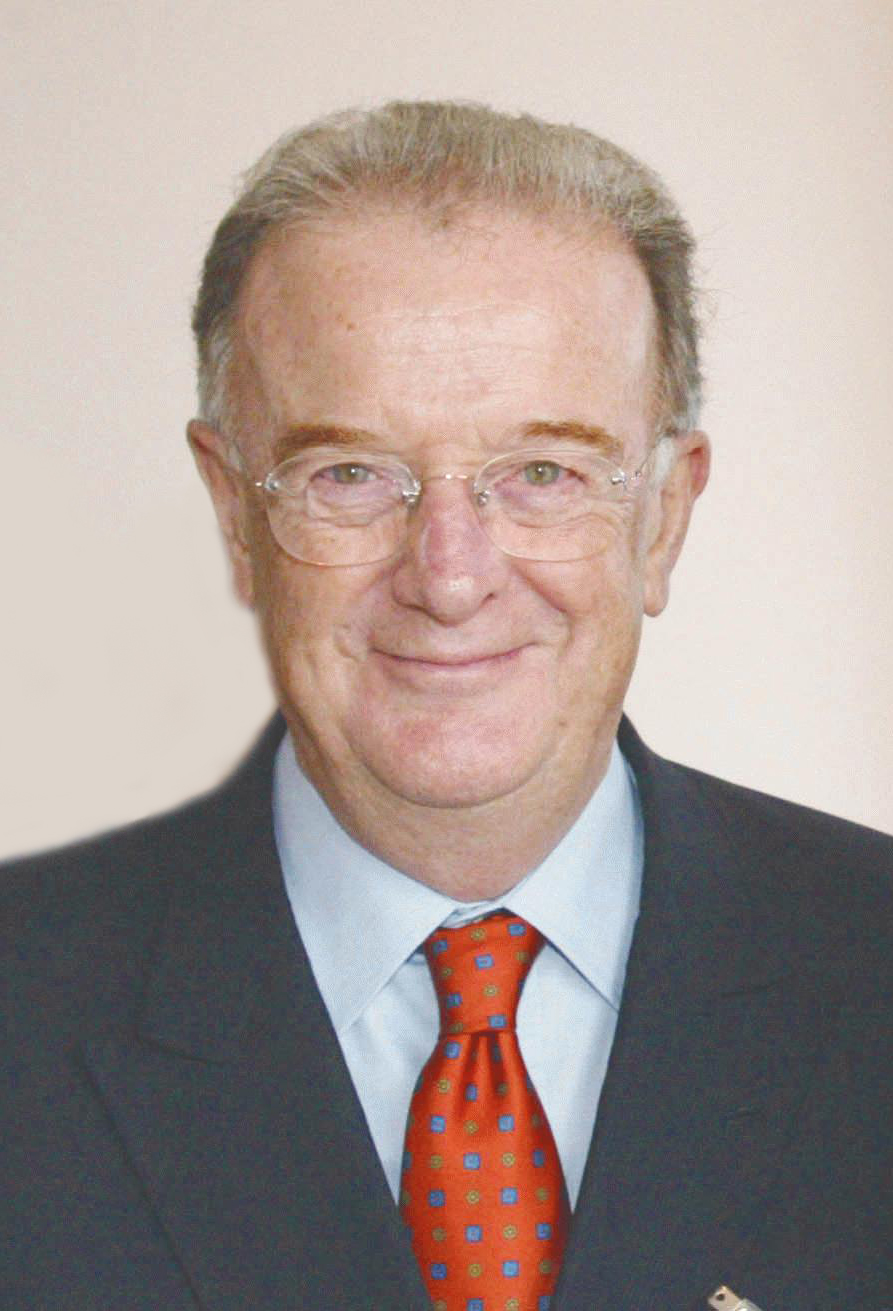
POR Jorge Sampaio, Presidente (anfitrión)
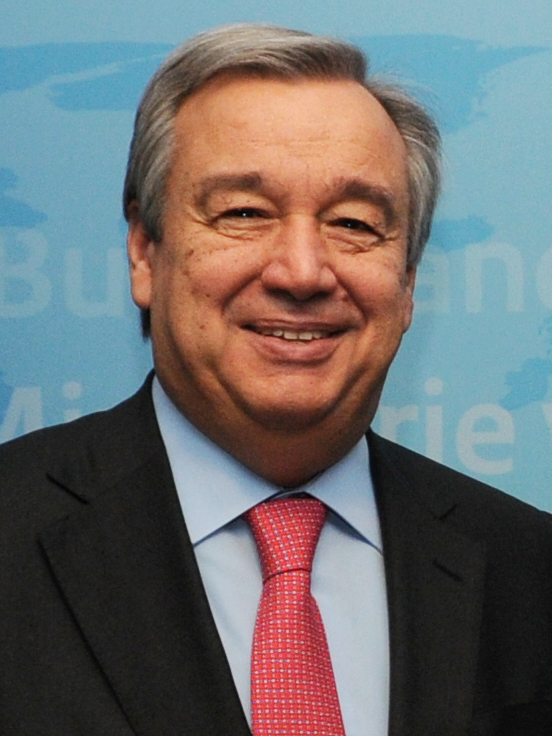
POR António Guterres, Primer Ministro (anfitrión)
DOM Jaime David Fernández Mirabal, Vicepresidente
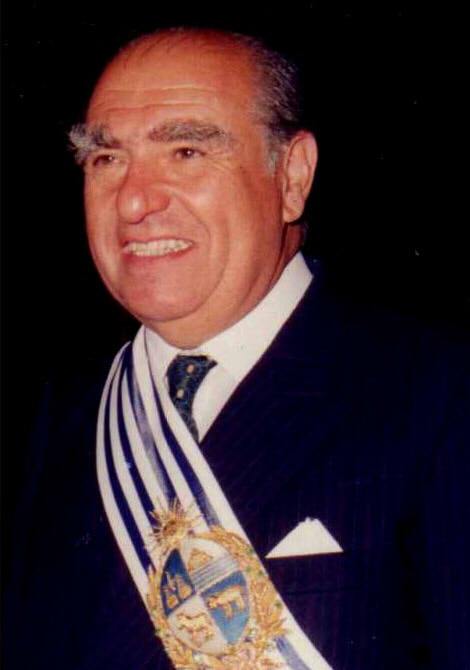
URU Julio María Sanguinetti, Presidente
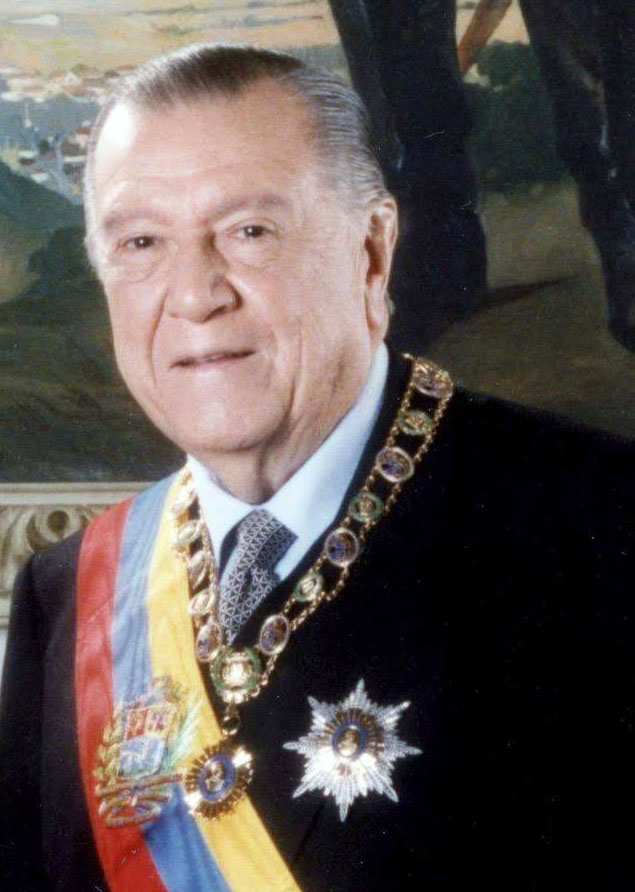
VEN Rafael Caldera, Presidente

- Argentina
Carlos Menem, Presidente
- Bolivia
Hugo Banzer Suárez, Presidente
- Brasil
Fernando Henrique Cardoso, Presidente
- Chile
Eduardo Frei Ruiz-Tagle, Presidente
- Colombia
Andrés Pastrana, Presidente
- Costa Rica
Miguel Ángel Rodríguez, Presidente
- Cuba
Fidel Castro, Presidente
- Ecuador
Jamil Mahuad, Presidente
- El Salvador
Armando Calderón Sol, Presidente
- España
Juan Carlos I, Rey
- España
José María Aznar, Presidente del Gobierno
- Guatemala
Álvaro Arzú Irigoyen, Presidente
- Honduras
Carlos Flores Facussé, Presidente
- México
Ernesto Zedillo, Presidente
- Nicaragua
Arnoldo Alemán, Presidente
- Panamá
Ernesto Pérez Balladares, Presidente
- Paraguay
Raúl Cubas Grau, Presidente
- Perú
Alberto Fujimori, Presidente
- Portugal
Jorge Sampaio, Presidente
(anfitrión)
- Portugal
António Guterres, Primer Ministro
(anfitrión)
- República Dominicana
Jaime David Fernández Mirabal, Vicepresidente
- Uruguay
Julio María Sanguinetti, Presidente
- Venezuela
Rafael Caldera, Presidente